# Palácio do Senado (Rússia)

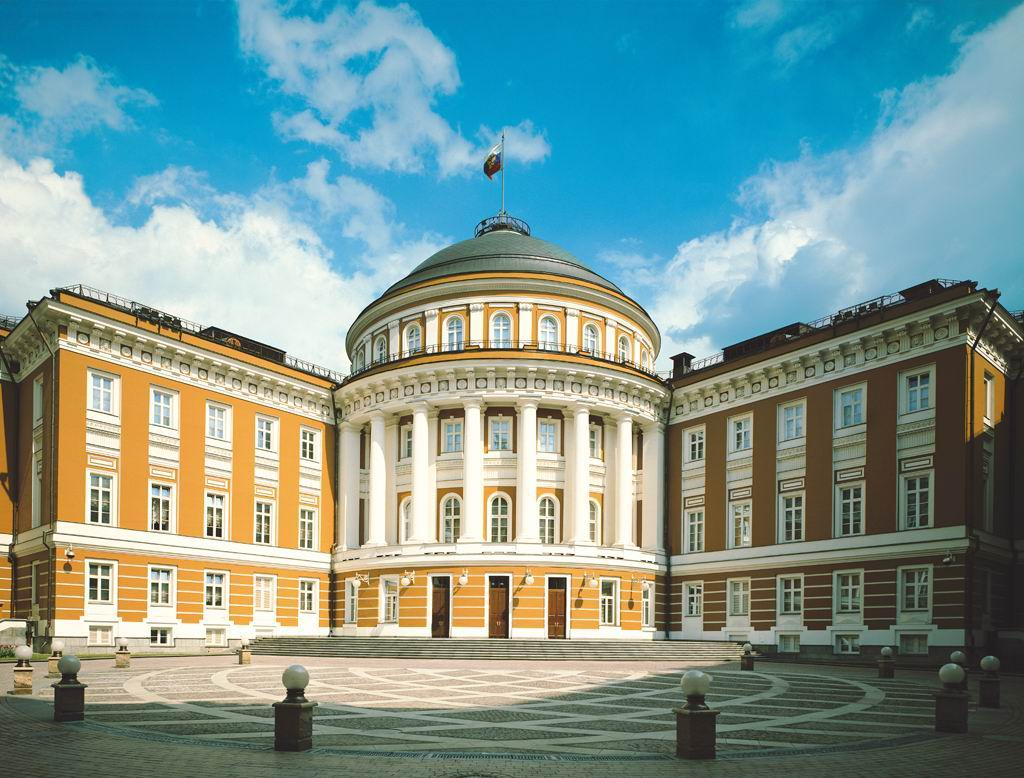
Palácio do Senado do Kremlin

Palácio do Senado ou Senado do Kremlin (em russo:  Сенатский дворец) é um edifício dentro do Kremlin de Moscou, na Rússia. Inicialmente construído entre 1776 e 1787, originalmente abrigava o Senado Dirigente, a mais alta jurisdição e mandato legislativo da Rússia Imperial. Desde 1996, abriga a administração presidencial russa e é uma área altamente segura e restrita ao público.  Atualmente, apenas a fachada canto sul, em frente ao Tsar Pushka.